# Ілюзія контролю
Ілюзією контролю називають схильність людей переоцінювати свою здатність контролювати події; наприклад, це відбувається, коли хтось відчуває почуття контролю над результатами, на які він явно не впливає. Цей ефект був названий психологом Еленою Лангер і відтворений у багатьох різних контекстах. Вважається, що це упередження впливає на азартну поведінку (викликає у людей оману гравця) та віру в паранормальні явища. Поряд з ілюзорною перевагою та упередженням оптимізму, ілюзія контролю є однією з позитивних ілюзій. (Позитивні ілюзії - це нереально сприятливе ставлення людей до себе або до близьких їм людей. Позитивні ілюзії - це форма самообману, які змушують добре почуватись та уникати дискомфорту, підтримують самооцінку, принаймні на короткий термін.)
Ілюзія може виникнути через те, що людям бракує безпосереднього інтроспективного розуміння того, чи контролюють вони події. Це було названо ілюзією інтроспективи. Натомість вони можуть судити про ступінь контролю за процесом, який часто є ненадійним. Як наслідок, вони бачать себе відповідальними за події, коли причинний зв’язок є незначним або взагалі відсутнім. В одному з досліджень студенти коледжів знаходились в умовах віртуальної реальності, щоб лікувати страх перед висотою за допомогою ліфта. Ті, кому сказали, що вони мають контроль, але не мали його, відчували, ніби вони мають такий самий контроль, як ті, хто насправді мав контроль над ліфтом. Ті, кого змусили повірити, що вони не мають контролю, сказали, що почуваються так, ніби у них мало контролю.
Теоретики психології постійно наголошували на важливості сприйняття контролю над життєвими подіями. Один з ранніх випадків цього, коли Альфред Адлер стверджував, що люди прагнуть майстерності у своєму житті. Пізніше Хайдер припустив, що люди мають сильний мотив контролювати своє оточення, і Уайетт Ман висунув гіпотезу про основний мотив компетентності, який люди задовольняють, здійснюючи контроль. Вінер, теоретик атрибуції, змінив свою оригінальну теорію мотивації досягнень, включивши вимір керованості. Потім Келлі стверджував, що нездатність людей розпізнати неконтентивність може призвести до приписування ними неконтрольованих результатів особистим причинам. Ближче до теперішнього часу Тейлор і Браун стверджували, що позитивні ілюзії, включаючи ілюзію контролю, сприяють розвитку психічного здоров'я.
Ілюзія частіше зустрічається у знайомих ситуаціях і в ситуаціях, коли людина знає бажаний результат. Зворотній зв'язок, який наголошує на успіху, а не на невдачі, може збільшити ефект, тоді як відгук, який підкреслює невдачу, може зменшити або змінити ефект. Ілюзія слабша для депресивних людей і сильніша, коли люди мають емоційну потребу контролювати результат. Ілюзію посилюють стресові та конкурентні ситуації. Хоча люди, швидше за все, переоцінюють свій контроль, коли ситуації сильно обумовлені випадковістю, вони також схильні недооцінювати свій контроль, коли він насправді є, що суперечить деяким теоріям ілюзії та її адаптивності. Люди також демонстрували вищу ілюзію контролю, коли їм дозволяли ознайомитись із завданням на практичних випробуваннях, зробити свій вибір до того, як подія відбудеться, як під час кидання кубиків. Люди частіше демонструють контроль, коли мають більше відповідей на початку, ніж наприкінці, навіть коли вони мають однакову кількість правильних відповідей.

## За довіреністю
Часом люди намагаються отримати контроль, перекладаючи відповідальність на більш здібних або “щасливіших”, які діятимуть за них. Позбавляючись прямого контролю, це сприймається як дійсний спосіб максимізації результатів. Ця ілюзія управління за допомогою доручення є значним теоретичним продовженням традиційної моделі ілюзії управління. Звичайно, люди відмовляться від контролю, якщо вважається, що інша людина має більше знань або навичок у таких сферах, як медицина, де задіяні фактичні навички та знання.У таких випадках цілком раціонально покласти відповідальність на таких людей, як лікарі. Однак, якщо мова йде про випадки чистого випадку, дозволяти іншому приймати рішення (або грати в азартні ігри) від свого імені, оскільки вони вважаються більш щасливими, не є раціональним і суперечить добре задокументованому прагненню людей до контролю в неконтрольованих ситуаціях. Однак це здається правдоподібним, оскільки люди, як правило, вважають, що вони можуть мати удачу і використовувати її з вигодою в азартних іграх, і це далеко не те, що інших також можна вважати щасливчиками і здатними контролювати неконтрольовані події.
В одному випадку лотерейний пул у компанії вирішує, хто вибирає номери та купує квитки, виходячи з виграшів та програшів кожного учасника. Особа з найкращим рекордом стає представником, поки вона не накопичить певну кількість втрат, а потім вибирається новий представник на основі виграшів і програшів. Хоча жодна особа не є справді кращою за іншу, і це все випадково, вони все одно воліють, щоб хтось із тих, хто, здавалося б, має більше удачі, мав контроль над усіма ними.
Наведемо інший приклад з реального життя. У фіналі Олімпійських ігор 2002 року серед чоловіків та жінок з хокею команда Канади обіграла команду США, але пізніше вважалося, що перемога стала результатом удачі канадської монети, яку таємно поклали під лід перед грою . Члени Team Canada були єдиними людьми, які знали, що монета була там розміщена. Пізніше монета була поміщена в Зал слави хокею, де був отвір, щоб люди могли її торкнутися. Люди вірили, що можуть перенести удачу з монети на себе, торкнувшись її, і тим самим змінити свою власну вдачу.

## Демонстрація
Ілюзію контролю демонструють три збіжні лінії доказів: 1) лабораторні експерименти, 2) спостережувана поведінка у звичних азартних іграх, таких як лотереї, і 3) самозвіти про поведінку в реальному світі.
Один вид лабораторної демонстрації включає два вогні з позначкою "Оцінка" та "Без оцінки". Випробовувані повинні спробувати контролювати, який з них загоряється. В одній з версій цього експерименту випробовувані могли натиснути будь-яку з двох кнопок. В іншій версії була одна кнопка, яку суб’єкти вирішували на кожному випробуванні, натискати чи ні. Випробовувані мали різний ступінь контролю над вогнями або взагалі не керували ними, залежно від того, як кнопки були підключені. Експериментатори чітко дали зрозуміти, що між діями випробовуваних та вогнями може не бути зв'язку. Випробовувані підрахували, наскільки вони контролювали світло. Ці оцінки не мали ніякого відношення до того, скільки контролю вони насправді мали, але були пов’язані з тим, як часто загоряється індикатор "Оцінка". Навіть коли їхній вибір взагалі не мав різниці, випробовувані впевнено повідомляли, що певною мірою контролюють світло.
Дослідження Еллен Лангер продемонструвало, що люди частіше поводяться так, ніби вони можуть здійснювати контроль у випадковій ситуації, коли присутні "ознаки навичок". Під "навичками" Лангер мала на увазі властивості ситуації, які зазвичай пов'язані з виконанням навичок, зокрема вправою на вибір, змаганням, ознайомленням із стимулом та участю у прийнятті рішень. Одну просту форму цього ефекту можна знайти в казино: коли кидають кубики в грі з крапсом, люди, як правило, кидають сильніше, коли їм потрібні великі цифри, і слабше для малих.
В іншому експерименті випробуваним довелося передбачити результат тридцяти підкидань монет. Відгуки були сфальсифіковані таким чином, що кожен суб’єкт мав рацію рівно вдвічі менше, але групи різнились між собою, де відбувались їхні «хіти». Деяким казали, що їхні ранні здогадки були точними. Іншим говорили, що їх успіхи розподілялись рівномірно за тридцять випробувань. Згодом їх опитували щодо їх "продуктивності". Суб'єкти з ранніми "хітами" завищували загальний успіх і мали більші сподівання на те, як вони будуть діяти в майбутніх іграх на відгадування.  Цей результат нагадує ірраціональний ефект першості, коли люди надають більшої ваги інформації, яка трапляється раніше в серії. Сорок відсотків випробовуваних вважали, що їх виконання цього випадкового завдання покращиться з практикою, а двадцять п'ять відсотків сказали, що відволікання погіршить їх виконання.
Ще один експеримент Лангер, повторений іншими дослідниками, включає лотерею. Випробовуваним або роздають квитки навмання, або дозволяють обирати власні. Потім вони можуть обміняти свої квитки на інші з більшим шансом на виплату. Випробовувані, які вибрали власний квиток, не бажали з ним розлучатися. Квитки, на яких були знайомі символи, рідше обмінювались, ніж інші. Хоча ці лотереї були випадковими, суб'єкти поводились так, ніби їх вибір квитка вплинув на результат. Учасники, які вибирали власні номери, набагато рідше обмінювали свій квиток навіть на той, який мав кращі шанси.
Інший спосіб дослідити сприйняття контролю - запитати людей про гіпотетичні ситуації, наприклад, про їхню ймовірність потрапити в ДТП. У середньому водії розглядають аварії набагато рідше у ситуаціях "високого контролю", наприклад, коли вони за кермом, ніж у ситуаціях "низького контролю", наприклад, коли вони перебувають на пасажирському сидінні. Вони також оцінюють нещасний випадок із високим рівнем управління, такий як в'їзд у машину попереду, набагато рідше, ніж нещасний випадок із низьким рівнем управління, такий як наїзд ззаду іншого водія.

## Пояснення
Елен Лангер, яка вперше продемонструвала ілюзію контролю, пояснила свої висновки термінами плутанини між навичками та випадковими ситуаціями. Вона запропонувала людям базувати свої судження про контроль на "підказках навичок". Це особливості ситуації, які зазвичай пов’язані з іграми майстерності, такими як конкурентоспроможність, фамільярність та індивідуальний вибір. Коли присутні більше таких ознак-навичок, ілюзія сильніша.
Сюзанна Томпсон та її колеги стверджували, що пояснення Лангер було недостатнім для пояснення всіх коливань ефекту. В якості альтернативи вони запропонували, щоб судження про контроль базувалися на процедурі, яку вони називали "евристикою управління". Ця теорія пропонує, щоб судження про контроль залежали від двох умов; намір створити результат та взаємозв'язок між дією та результатом. У азартних іграх ці дві умови часто поєднуються. Окрім наміру перемогти, існує і така дія, як кидання плашки або потягнення важеля на ігровому автоматі, за яким негайно слідує результат. Незважаючи на те, що результат вибирається випадковим чином, евристика контролю призведе до того, що гравець відчує певний контроль над результатом.
Теорія саморегуляції пропонує ще одне пояснення. У тій мірі, якою люди керуються внутрішніми цілями, пов’язаними із здійсненням контролю над своїм оточенням, вони будуть прагнути відновити контроль в умовах хаосу, невизначеності чи стресу. Одним із способів впоратися з відсутністю реального контролю є помилково приписувати собі контроль над ситуацією.
Основна риса самооцінки (ССО) - це стабільна риса особистості, що складається з локусу контролю, невротизму, самоефективності та самоповаги. Хоча ті, хто має високий рівень самооцінки, швидше за все, вважають, що вони контролюють своє власне середовище (тобто внутрішній локус контролю),  дуже високий рівень ССО може призвести до ілюзії контролю.

## Переваги та втрати для особистості
Тейлор і Браун стверджували, що позитивні ілюзії, включаючи ілюзію контролю, є адаптивними, оскільки вони спонукають людей наполегливо виконувати завдання, коли вони в іншому випадку можуть здатися. Ця позиція підтверджується твердженням Альберта Бандури, що "оптимістична самооцінка здібностей, яка не надто відрізняється від можливого, може бути вигідною, тоді як веридичні судження можуть бути самообмежувальними". Його аргумент, по суті, стосується адаптивного ефекту оптимістичних переконань щодо контролю та ефективності в обставинах, коли контроль можливий, а не сприйманого контролю в обставинах, коли результати не залежать від поведінки людини.

Бандура також припустив, що:
"У діяльності, де похибки обмежені, а помилкові кроки можуть призвести до дорогих або шкідливих наслідків, особисте благополуччя найкраще забезпечується високоточною оцінкою ефективності".

Тейлор і Браун стверджують, що позитивні ілюзії є адаптивними, оскільки є дані, що вони частіше зустрічаються у нормально психічно здорових людей, ніж у депресивних. Однак Пачіні, Муїр та Епштейн показали, що це може бути тому, що депресивні люди надмірно компенсують схильність до неадаптивної інтуїтивної обробки, здійснюючи надмірний раціональний контроль у тривіальних ситуаціях, і зазначають, що різниця з людьми без депресії зникає в більш послідовних обставинах.
Є також емпіричні докази того, що висока самоефективність може бути дезадаптативною за певних обставин. У дослідженні, заснованому на сценаріях, Вайт та співавтори  показали, що учасники, у яких вони викликали високу самоефективність, значно частіше переростають у прихильність до невдалого курсу дій. Коліно і Цукерман оскаржують визначення психічного здоров'я, яке застосовують Тейлор і Браун, і стверджують, що відсутність ілюзій пов'язана з не захищаючоюся особистістю, орієнтованою на ріст і навчання, і з низьким рівнем участі его в результатах. Вони представляють докази того, що самовизначені люди менш схильні до цих ілюзій. Наприкінці 1970-х років Абрамсон та Еллой продемонстрували, що депресивні особи дотримуються більш точного погляду, ніж їхні депресивні аналоги, під час тесту, що вимірював ілюзію контролю. Ця знахідка справдилася навіть тоді, коли депресією маніпулювали експериментально. Однак при тиражуванні висновків Мсетфі та співавтори (2005, 2007) виявили, що завищення контролю у недепресивних людей виявилося лише тоді, коли інтервал був досить довгим, маючи на увазі, що це відбувається тому, що вони беруть до уваги більше аспектів ситуації, ніж їх депресивні аналоги. Крім того, Думкман та співавтори (1989) показали, що депресивні люди вважають, що не мають контролю в ситуаціях, коли насправді це роблять, тому їх сприйняття в цілому не є більш точним. Аллан та співавтори (2007) припустили, що песимістичне упередження депресивних осіб призвело до "депресивного реалізму", коли його запитували про оцінку контролю, оскільки депресивні люди частіше кажуть "ні", навіть якщо вони мають контроль.
У ряді досліджень було виявлено зв'язок між почуттям контролю та здоров'ям, особливо у людей похилого віку.
Фентон-О'Кріві та ін. , як і Голльвітцер і Кінні, стверджують, що хоча ілюзорні переконання щодо контролю можуть сприяти досягненню цілей, вони не сприяють розумному прийняттю рішень. Ілюзії контролю можуть спричинити нечутливість до зворотного зв'язку, перешкоджати навчанню та схилятись до більшого об'єктивного ризику (оскільки суб'єктивний ризик зменшиться завдяки ілюзії контролю).

## Використання
Психолог Даніель Вегнер стверджує, що ілюзія контролю над зовнішніми подіями лежить в основі віри в телекінез, передбачувану паранормальну здатність рухати предмети безпосередньо за допомогою розуму. Як доказ Вегнер наводить серію експериментів з магічним мисленням, в ході яких суб'єктів спонукали думати, що вони вплинули на зовнішні події. В одному з експериментів випробувані спостерігали, як баскетболіст виконував серію штрафних кидків. Коли їм було наказано візуалізувати, як він робить свої кадри, вони відчували, що вони сприяли його успіху.
В одному дослідженні були розглянуті торговці, що працюють в лондонському інвестиційному банку. Кожен з них спостерігав, як графік будується на екрані комп’ютера, подібно до графіку ціни акцій або індексу в реальному часі. Використовуючи три клавіші комп’ютера, вони повинні були підняти значення якомога вище. Їх попередили, що значення має випадкові зміни, але клавіші можуть мати певний ефект. Насправді на коливання клавіші не впливали  . Рейтинг трейдерів щодо їх успіху вимірював їхню сприйнятливість до ілюзії контролю. Потім цей бал порівнювали з результатами діяльності кожного трейдера. Ті, хто був більш схильний до ілюзій, набрали значно нижчі результати за результатами аналізу. Вони також заробляли значно менше.   